# Patellaria aeruginosa
Patellaria aeruginosa är en svampart som beskrevs av Müll. Arg. 1894. Patellaria aeruginosa ingår i släktet Patellaria och familjen Patellariaceae.   Inga underarter finns listade i Catalogue of Life.